# Campeonato da Europa de Atletismo de 2014 - 400 m feminino
A prova dos 400 metros feminino do Campeonato da Europa de Atletismo de 2014 foi disputada entre os dias 12 e 15 de agosto de 2014 no Estádio Letzigrund em Zurique,  na Suíça. 

## Recordes
Antes desta competição, os recordes mundiais e do campeonato nesta prova eram os seguintes:
|                       | Nome        | Nacionalidade     | Tempo  | Local    | Data                  |
| --------------------- | ----------- | ----------------- | ------ | -------- | --------------------- |
| Recorde mundial       | Marita Koch | Alemanha Oriental | 47s 60 | Canberra | 6 de outubro de 1985  |
| Recorde do campeonato | Marita Koch | Alemanha Oriental | 48s 16 | Atenas   | 8 de setembro de 1982 |
| Recorde europeu       | Marita Koch | Alemanha Oriental | 47s 60 | Canberra | 6 de outubro de 1985  |

## Medalhistas
| Ouro                 | Prata              | Bronze               |
| Libania Grenot (ITA) | Olha Zemlyak (UKR) | Indira Terrero (ESP) |

## Cronograma
Todos os horários são locais (UTC+2).
| Data         | Hora  | Evento    |
| ------------ | ----- | --------- |
| 12 de agosto | 18:00 | Bateria   |
| 13 de agosto | 19:06 | Semifinal |
| 15 de agosto | 19:10 | Final     |

## Resultados

### Bateria
Qualificação: 3 atletas de cada bateria  (Q) mais os 4 melhores qualificados (q).
| Posição | Bateria | Raia | Atleta                 | Nacionalidade      | Tempo | Notas                |
| ------- | ------- | ---- | ---------------------- | ------------------ | ----- | -------------------- |
| 1       | 4       | 5    | Olha Zemlyak           | Ucrânia            | 51.16 | Q                    |
| 2       | 2       | 6    | Christine Ohuruogu     | Grã-Bretanha       | 51.40 | Q,                   |
| 3       | 1       | 4    | Indira Terrero         | Espanha            | 51.62 | Q,                   |
| 4       | 1       | 3    | Bianca Razor           | Roménia            | 51.77 | Q,                   |
| 5       | 1       | 6    | Marie Gayot            | França             | 51.80 | Q,                   |
| 6       | 4       | 6    | Aauri Lorena Bokesa    | Espanha            | 51.86 | Q                    |
| 7       | 2       | 7    | Libania Grenot         | Itália             | 51.90 | Q                    |
| 8       | 3       | 7    | Nataliya Pyhyda        | Ucrânia            | 51.95 | Q,                   |
| 9       | 4       | 2    | Esther Cremer          | Alemanha           | 51.98 | Q                    |
| 10      | 3       | 3    | Małgorzata Hołub       | Polónia            | 52.00 | Q                    |
| 11      | 1       | 8    | Tatyana Veshkurova     | Rússia             | 52.06 | q                    |
| 12      | 1       | 5    | Chiara Bazzoni         | Itália             | 52.19 | q,                   |
| 13      | 3       | 4    | Agnė Šerkšnienė        | Lituânia           | 52.42 | Q                    |
| 14      | 3       | 1    | Floria Guei            | França             | 52.42 | q                    |
| 15      | 4       | 8    | Justyna Święty         | Polónia            | 52.43 | q                    |
| 16      | 2       | 3    | Kseniya Zadorina       | Rússia             | 52.57 | Q                    |
| 17      | 2       | 4    | Patrycja Wyciszkiewicz | Polónia            | 52.73 |                      |
| 18      | 2       | 5    | Cátia Azevedo          | Portugal           | 52.87 |                      |
| 19      | 2       | 8    | Iveta Putalová         | Eslováquia         | 53.25 | Recorde pessoal      |
| 20      | 3       | 2    | Adelina Pastor         | Roménia            | 53.30 |                      |
| 21      | 1       | 7    | Gunta Latiševa-Cudare  | Letônia            | 53.37 | Recorde da temporada |
| 22      | 4       | 4    | Tamara Marković        | Sérvia             | 53.41 |                      |
| 22      | 3       | 8    | Katri Mustola          | Finlândia          | 53.41 |                      |
| 22      | 4       | 3    | Maria Enrica Spacca    | Itália             | 53.41 |                      |
| 25      | 4       | 7    | Line Kloster           | Noruega            | 54.27 |                      |
| 26      | 2       | 2    | Tara Marie Norum       | Noruega            | 54.89 |                      |
| 27      | 1       | 2    | Modesta Morauskaitė    | Lituânia           | 55.87 |                      |
| 28      | 3       | 6    | Amaliya Sharoyan       | Armênia            | 56.49 |                      |
| 29      | 3       | 5    | Hristina Risteska      | Macedônia do Norte | 57.47 | Recorde pessoal      |

### Semifinal
Qualificação: 3 atletas de cada bateria  (Q) mais os 2 melhores qualificados (q). 
| Posição | Bateria | Raia | Atleta              | Nacionalidade | Tempo | Notas |
| ------- | ------- | ---- | ------------------- | ------------- | ----- | ----- |
| 1       | 2       | 5    | Olha Zemlyak        | Ucrânia       | 51.24 | Q     |
| 2       | 2       | 6    | Libania Grenot      | Itália        | 51.47 | Q     |
| 3       | 2       | 4    | Aauri Lorena Bokesa | Espanha       | 51.84 | Q     |
| 4       | 1       | 4    | Indira Terrero      | Espanha       | 52.07 | Q     |
| 5       | 2       | 7    | Marie Gayot         | França        | 52.11 | q     |
| 6       | 2       | 3    | Bianca Razor        | Roménia       | 52.22 | q     |
| 7       | 2       | 8    | Agnė Šerkšnienė     | Lituânia      | 52.32 |       |
| 8       | 1       | 6    | Christine Ohuruogu  | Grã-Bretanha  | 52.56 | Q     |
| 9       | 1       | 5    | Małgorzata Hołub    | Polónia       | 52.58 | Q     |
| 10      | 1       | 3    | Nataliya Pyhyda     | Ucrânia       | 52.70 |       |
| 11      | 1       | 1    | Floria Guei         | França        | 52.82 |       |
| 12      | 1       | 7    | Esther Cremer       | Alemanha      | 52.83 |       |
| 13      | 2       | 2    | Justyna Święty      | Polónia       | 52.85 |       |
| 14      | 2       | 1    | Tatyana Veshkurova  | Rússia        | 52.93 |       |
| 15      | 1       | 2    | Chiara Bazzoni      | Itália        | 53.50 |       |
| 16      | 1       | 8    | Kseniya Zadorina    | Rússia        | DNF   |       |

### Final

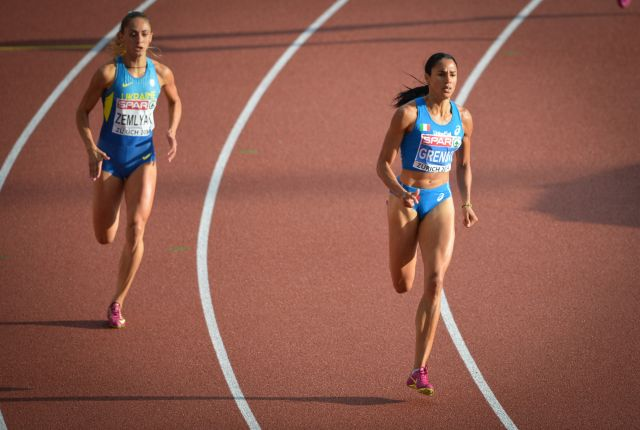
A final

| Posição           | Raia | Atleta              | Nacionalidade | Tempo | Notas                |
| ----------------- | ---- | ------------------- | ------------- | ----- | -------------------- |
| Medalha de ouro   | 3    | Libania Grenot      | Itália        | 51.10 |                      |
| Medalha de prata  | 4    | Olha Zemlyak        | Ucrânia       | 51.36 |                      |
| Medalha de bronze | 6    | Indira Terrero      | Espanha       | 51.38 | Recorde da temporada |
| 4                 | 5    | Christine Ohuruogu  | Grã-Bretanha  | 51.38 | Recorde da temporada |
| 5                 | 7    | Małgorzata Hołub    | Polónia       | 51.84 | Recorde pessoal      |
| 6                 | 1    | Bianca Razor        | Roménia       | 51.95 |                      |
| 7                 | 2    | Marie Gayot         | França        | 52.14 |                      |
| 8                 | 8    | Aauri Lorena Bokesa | Espanha       | 52.39 |                      |

Legenda
| Recorde mundial       | Recorde mundial (World record)               |                       | Recorde africano                      | Recorde africano (African) |                                           | Q | Classificado por posição (Qualified) |
| Recorde do campeonato | Recorde do campeonato (Championship record)  | Recorde da América    | Recorde da América (Americas)         | q                          | Classificado por melhor tempo (Qualified) |   |                                      |
| Melhor marca do ano   | Melhor marca do ano (World leading)          | Recorde asiático      | Recorde asiático (Asian)              | DNS                        | Não largou (Did not start)                |   |                                      |
| Recorde nacional      | Recorde nacional (National record)           | Recorde europeu       | Recorde europeu (European)            | DNF                        | Não terminou (Did not finish)             |   |                                      |
| Recorde pessoal       | Recorde pessoal do atleta (Personal best)    | Recorde da Oceania    | Recorde da Oceania (Oceania)          | DSQ / DQ                   | Desclassificado (Disqualified)            |   |                                      |
| Recorde da temporada  | Recorde da temporada do atleta (Season best) | Recorde sul-americano | Recorde sul-americano (South America) | NM                         | Sem marca (No mark)                       |   |                                      |